# فینال جام قدس ۱۳۶۹
فینال جام قدس ۱۳۶۹ که سی و سومین شهرآورد تهران میباشد رقابتی است که در سال ۱۳۶۹ مابین دو تیم تهرانی استقلال و پرسپولیس در ورزشگاه آزادی برگزار شد که با قهرمانی تیم استقلال به پایان رسید.استقلال بعد از ان بازی به جام باشگاه های اسیا صعود کرد و قهرمان اسیا شد.

## شرح بازی
این بازی در تاریخ چهارم خرداد ۱۳۶۹ انجام شده و با نتیجه ۲ بر ۱ به سود تیم استقلال به پایان رسید. تیم پرسپولیس در دقیقه ۱۲ توسط نادر میراحمدیان به گل رسید. نیمه اول بازی با برتری سرخپوشان به پایان رسید تیم استقلال در ثانیه‌های آغازین نیمه دوم با ضربه سر عباس سرخاب به گل رسید تا این گل لقب سریعترین گل نیمه دومی شهرآورد تهران را به خود بگیرد. در ادامه بازی آبی‌پوشان باز هم با ضربه سر به گل رسیدند. گل دوم توسط صمد مرفاوی و در دقیقه ۷۲ زده شد. بازی با نتیجه ۲ بر ۱ به سود استقلال به پایان رسید و آبی‌پوشان قهرمان شدند.

## جزئیات مسابقه
| استقلال                        | ۲ – ۱ | پرسپولیس               |
| ------------------------------ | ----- | ---------------------- |
| سرخاب ۴۶' · مرفاوی ۷۲' · بیانی |       | میراحمدیان ۱۲' · یوسفی |

| استقلال:       |                  |     |
|                |                  |     |
| ۱              | احمدرضا عابدزاده |     |
| ۵              | شاهین بیانی      |     |
| ۴              | رضا حسن‌زاده      |     |
| ۲              | جواد زرینچه      |     |
| ۳              | صادق ورمزیار     |     |
| ۱۰             | شاهرخ بیانی (ک)  |     |
|                | رضا احدی         |     |
| ۸              | امیر قلعه‌نویی    | '۸۸ |
|                | امیر هاشمی‌مقدم   | '۴۶ |
|                | محسن گروسی       |     |
| ۱۲             | صمد مرفاوی       |     |
| تعویضی‌ها:      |                  |     |
|                | عباس سرخاب       | '۴۶ |
|                | فرشاد فلاحت‌زاده  | '۸۸ |
| سرمربی:        |                  |     |
| منصور پورحیدری |                  |     |

| پرسپولیس: |                 |                 |
|           |                 |                 |
|           | وحید قلیج       |                 |
|           | سعید نعیم‌آبادی  |                 |
|           | مرتضی فنونی‌زاده |                 |
|           | محمد پنجعلی (ک) |                 |
|           | کریم باوی       | Substituted off |
|           | نادر میراحمدیان |                 |
|           | مجتبی محرمی     |                 |
|           | رحیم یوسفی      |                 |
|           | محسن عاشوری     |                 |
|           | ضیا عربشاهی     |                 |
|           | فرشاد پیوس      |                 |
| تعویضی‌ها: |                 |                 |
|           | رضا عابدیان     | Substituted in  |
|           | ایران           |                 |
| سرمربی:   |                 |                 |
| علی پروین |                 |                 |

| مقامات رسمی مسابقه - کمک داورها: - محمد فنایی - حسین عسگری | قوانین بازی - ۹۰ دقیقه - بدون زمان اضافه یا ضربات پنالتی - تنها سه تعویض |